# Andreas Buri
Andreas Buri (Berna, 6 aprile 1996) è un giocatore di football americano svizzero che gioca nel ruolo di linebacker per gli Helvetic Mercenaries.

## Palmarès
- 1 Swiss Bowl (Bern Grizzlies, 2018)
- 1 German Bowl (Schwäbisch Hall Unicorns, 2022)